# Bdelyrus triangulus
Bdelyrus triangulus (лат.) — вид пластинчатоусых жуков рода Bdelyrus из подсемейства скарабеины (Scarabaeinae). Неотропика: Эквадор. 

## Описание
Длина тела 6,32 мм, ширина до 3,56 мм. Пигидиум без латерального вдавления. Средние бёдра широкие. Клипеус слабо окаймлённый. Межглазничное расстояние равно 7,38 диаметрам глаз; клипеус тонко пунктированный. Основная окраска тела коричневато-чёрная, блестящая. Навозный жук, населяет вечнозелёные тропические леса Амазонии на высотах около 300 м. Встречается в январе. Усики с 3-члениковой булавой. Задние голени с одной вершинной шпорой. Вид был впервые описан в 1998 году канадским энтомологом Джойсом Куком (Joyce Cook, North Augusta, Онтарио, Канада) по материалам, собранным в Эквадоре.